# Abdullah Balikuv
Abdullah Balikuv (* 17. Oktober 1994 in Emet) ist ein türkischer Fußballspieler, der aktuell für Bucaspor spielt.

## Karriere
Balikuv kam in der westtürkischen Stadt Emet auf die Welt. Später zog er mit seiner Familie nach Izmir und begann hier mit dem Vereinsfußball in der Jugend des Traditionsvereins Bucaspor. Im Frühjahr 2013 wurde er mit einem Profivertrag versehen. Sein Profidebüt gab er dann am 22. Dezember 2013 bei der Zweitligabegegnung gegen Karşıyaka SK.